# Pulsatilla wolfgangiana
Pulsatilla wolfgangiana är en ranunkelväxtart som först beskrevs av Bess., och fick sitt nu gällande namn av Sergei Vasilievich Juzepczuk. Pulsatilla wolfgangiana ingår i släktet pulsatillor, och familjen ranunkelväxter. Inga underarter finns listade i Catalogue of Life.